# 名画座 (曲)
「名画座」（めいがざ）は、研ナオコの35枚目のシングル。1984年9月5日にキャニオン・レコードより発売された。

## 概要
前作『夜に蒼ざめて』から3か月ぶりのシングル。作詞に大津あきら、作曲に佐藤隆が初めて起用された。
B面の「東京美人」は、長らくアルバム未収録だったが、2014年に発売されたベスト・アルバム『シングルB面コンプリート』に初めて収録された。
『第35回NHK紅白歌合戦』に出場し、「名画座」を披露した。

## 収録曲
- 全編曲：船山基紀

1. 名画座
作詞：大津あきら／作曲：佐藤隆
2. 東京美人
作詞・作曲：福島邦子

## カバー
| 曲名   | アーティスト | 収録作品     | 発売日        | 備考         |
| ------ | ------------ | ------------ | ------------- | ------------ |
| 名画座 | 佐藤隆       | 『カルメン』 | 1985年1月19日 | セルフカバー |